# إيغور نوفاكوفيتش
إيغور نوفاكوفيتش (بالكرواتية: Igor Novaković)‏ (مواليد 24 مايو 1979) لاعب خط وسط كرواتي سابق.

## الإنجازات
- رييكا
  - كأس كرواتيا (2): 2004-05 - 2005-06